# Klischograph
Ein Klischograph (frz. cliché „Druckplatte“ und -graph) ist eine Maschine zur mechanischen Herstellung von Druckformen für das Hochdruckverfahren, den sogenannten Klischees. Das Gerät wurde 1953 von Rudolf Hell in Kiel entwickelt und auf der drupa 1954 den Fachleuten vorgestellt. Der Klischograph stellt den Beginn der Technisierung in der bis dahin handwerklich geprägten Reproduktionstechnik im graphischen Gewerbe dar und war zunächst ausschließlich für den Zeitungsdruck bestimmt.

## Geschichte

Klischees, zum Teil als Druckstock aufgeblockt

Schon 1951 gab es die ersten Versuche im Labor der Firma Hell in Kiel. Im Jahr 1953 erfolgte der Praxistest in einem schwedischen Betrieb. Er war offenbar erfolgreich, so dass der Klischograph auf der Fachmesse drupa 1954 präsentiert werden konnte. Zu dieser Zeit gab es schon Telebildgeräte, die Schwarz-weiß-Bilder in die Zeitungsredaktionen übertragen konnten. Es fehlte jedoch eine Möglichkeit, diese oft in letzter Minute ankommenden Bilder rechtzeitig für den Zeitungsdruck zu reproduzieren. Der Klischograph war in der Lage, diese Lücke zu schließen. Das Gerät konnte allerdings noch keine Maßstabsveränderungen vornehmen, sondern nur im Verhältnis 1:1 reproduzieren. Das Maximalformat der Klischees war 15 × 20 cm, die Rasterweite betrug anfangs nur 26 Linien pro cm und war nur für den Zeitungsdruck einsetzbar. 1964 waren weltweit 2500 Standard-Klischographen der ersten Generation aufgestellt.
Auf der drupa 1958 wurde von Hell die nächste Generation vorgestellt, der Vario-Klischograph. Dieser konnte ein- und mehrfarbige Rastergravuren sowie Strichgravuren und kombinierte Reproduktionen herstellen. Er wurde neben dem Zeitungs- und Buchdruck auch im Offsetdruck eingesetzt, indem statt Zink kopierfähige Folien graviert wurden. Darüber hinaus war er in der Lage, stufenlose Vergrößerungen bis 400 Prozent und Verkleinerungen bis 33 Prozent für Klischees bis zu einer Größe von 31 × 43 cm von Aufsichts- und Durchsichtsvorlagen zu reproduzieren. Die Rasterweiten waren variabel und betrugen wahlweise 24, 26, 32, 40 oder 48 Linien pro cm.
Der Helio-Klischograph wurde 1961 eingeführt und war eine Anlage zur elektronisch gesteuerten Gravur von Kupfertiefdruckzylindern. Zum Unterschied zum Vario-Klischographen kann er runde Formen, also Zylinder gravieren, wie sie beim Tiefdruck benutzt werden. Helio-Klischographen werden noch heute im Tiefdruck eingesetzt.
Da Ende der 1970er Jahre der Offsetdruck gegenüber dem Buchdruck immer mehr an Bedeutung gewann, hatte der Vario-Klischograph bald ausgedient. Viele der vorhandenen Geräte benutzte man zunehmend nur noch für den Offsetdruck und gravierte orangebeschichtete Kunststoff-Folien, die auf Film umkopiert wurden.

## Technologie
Der Klischograph ist eine elektronisch gesteuerte Graviermaschine, die zur Herstellung druckfertiger Klischees dient. Die Bildvorlage läuft in horizontaler Richtung unter einem Optikkopf hindurch und wird durch eine Fotozelle lichtelektrisch abgetastet. Die durch das Licht erzeugten Fotoströme sind umso größer, je heller die abgetastete Bildpartie ist. Sie steuern nach entsprechender Verstärkung die Tiefe des eindringenden Stichels in das zu gravierende Material. So wird die gesamte Vorlage Linie für Linie abgetastet. Ein dreikantiger spitzer Stichel des Gravierwerkzeugs schneidet aus der glatten Oberfläche des Materials, zum Beispiel einer Zinkplatte, größere oder kleine Flächen heraus. Je größer die herausgeschnittenen Flächen sind, umso heller wird später der gedruckte Tonwert. Die herausgeschnittenen Späne werden abgesaugt. Die Einstellung und Bedienung des Geräts ist relativ einfach und der eigentliche Graviervorgang läuft automatisch ab. Dagegen sind Kenntnisse der Reproduktionstechnik für den Bediener der Maschine erforderlich, um das Ergebnis beurteilen zu können.
Die Klischographen wurden von Hell kontinuierlich weiterentwickelt. Dem einfachen Rasterklischographen für den Zeitungsdruck folgte die Maschine, die feineren Raster für den anspruchsvollen Buchdruck gravieren konnte. Danach kam der Klischograph für Rasterkombinationen, bei dem das Wechseln der Rasterweite möglich war. Weitere Entwicklungen waren der Strichklischograph für die Strichgravur und schließlich der Farbklischograph für das Gravieren von Farbaufsichtsbildern und später auch von Farbdiapositiven.